# Blondelia tibialis
Blondelia tibialis là một loài ruồi trong họ Tachinidae.